# Primaatschap van Petrus

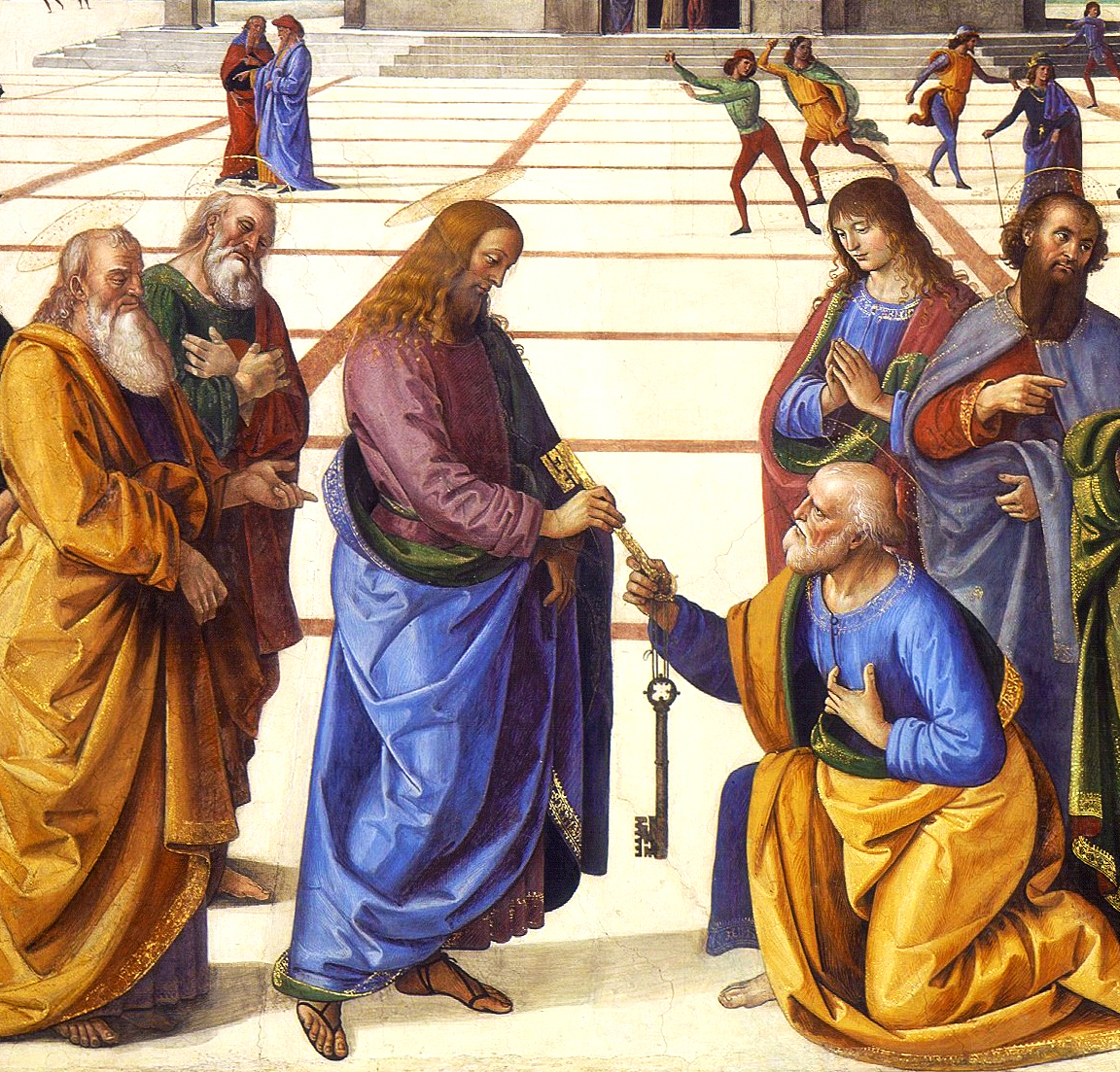
Christus overhandigt de sleutels aan Petrus

Met  het Primaatschap van Petrus wordt binnen de Rooms-Katholieke Kerk het leerstuk bedoeld, volgens welk de bisschop van Rome (de paus) de opvolger en plaatsbekleder is van de apostel Petrus. Deze wordt in dat kader de Eerste (of ook wel) Prins der Apostelen genoemd. Het leerstuk vindt zijn Schriftuurlijke onderbouwing in het Evangelie volgens Matteüs en in het bijzonder in de verzen Math 16:18-19: 
- 18 En ik zeg je: jij bent Petrus, de rots waarop ik mijn kerk zal bouwen, en de poorten van het dodenrijk zullen haar niet kunnen overweldigen.
- 19 Ik zal je de sleutels van het koninkrijk van de hemel geven, en al wat je op aarde bindend verklaart zal ook in de hemel bindend zijn, en al wat je op aarde ontbindt zal ook in de hemel ontbonden zijn.

Een andere schragende passage voor het primaatschap van Petrus wordt gevonden in het Johannesevangelie (Johannes 21, 15-19):
15 Toen zij dan de maaltijd gehouden hadden, zeide Jezus tot Simon Petrus: Simon, zoon van Johannes, hebt gij Mij waarlijk lief, meer dan dezen? Hij zeide tot Hem: Ja Here, Gij weet, dat ik U liefheb. Hij zeide tot hem: Weid mijn lammeren. 16 Hij zeide ten tweeden male weder tot hem: Simon, zoon van Johannes, hebt gij Mij waarlijk lief? En hij zeide tot Hem: Ja Here, Gij weet het, dat ik U liefheb. Hij zeide tot hem: Hoed mijn schapen. 17 Hij zeide ten derden male tot hem: Simon, zoon van Johannes, hebt gij Mij lief? Petrus werd bedroefd, dat Hij voor de derde maal tot hem zeide: Hebt gij Mij lief? En hij zeide tot Hem: Here, Gij weet alles, Gij weet, dat ik U liefheb. Jezus zeide tot hem: Weid mijn schapen. 18 Voorwaar, voorwaar, Ik zeg u: Toen gij jonger waart, omgorddet gij uzelf en gij gingt, waar gij wildet, maar wanneer gij eenmaal oud wordt, zult gij uw handen uitstrekken en een ander zal u omgorden en u brengen, waar gij niet wilt. 19 En dit zeide Hij om te kennen te geven, met welke dood hij God verheerlijken zou. En dit gezegd hebbende, sprak Hij tot hem: Volg Mij.
Op grond hiervan hebben de pausen zich steeds beroepen op het zijn van opvolger van Petrus, plaatsbekleder van Christus. De aanduiding van de Katholieke Kerk als apostolische kerk (zoals terug te vinden is in de Geloofsbelijdenis van Nicea-Constantinopel) is hierop terug te voeren. In het apostolische beginsel van het Primaatschap van Petrus, definieert de Katholieke Kerk zich - als het ware - als de werkelijk door Christus gestichte Kerk. Deze visie wordt ook nader uiteengezet in de Catechismus van de Katholieke Kerk:
In het college van de twaalf neemt Petrus de eerste plaats in. Jezus heeft hem een unieke zending toevertrouwd. Dankzij een openbaring die van de Vader kwam, had Petrus beleden: 'Gij zijt de Christus, de Zoon van de levende God'. Onze Heer had hem toen gezegd: 'Gij zijt Petrus; en op deze steenrots zal Ik mijn Kerk bouwen en de poorten der hel zullen haar niet overweldigen' (Mt. 16,18). Christus, 'de levende steen' (1 Petr. 2,4) geeft zijn op Petrus gebouwde kerk de verzekering van de overwinning op de macht van de dood. Omwille van het geloof dat Petrus heeft beleden, zal hij de onwankelbare rots van de kerk blijven. Hij zal de zending hebben, dit geloof te behoeden voor iedere tekortkoming en zijn broeders erin te bevestigen.

## Sleutels
Belangrijk zijn de sleutels die Christus aan Petrus zou hebben gegeven. Mede door deze sleutelmacht wordt Petrus binnen de Katholieke Kerk beschouwd als de "primus inter pares" onder de apostelen. Hij werd daarom Eerste der Apostelen (Principes Apostolorum) genoemd,  hetgeen in het Nederlands ook wel vertaald wordt als Prins van de Apostelen.